# Цуруга-Мару
Цуруга-Мару (Tsuruga Maru) — транспортне судно, яке під час Другої світової війни брало участь у операціях японських збройних сил на Тихому океані.
Судно спорудили в 1916 році на верфі Mitsubishi Dockyard & Engineering Works у Нагасакі для компанії Nippon Yusen Kaisha.
У серпні 1937-го на тлі початку Другої японо-китайської війни «Цуруга-Мару» реквізували для потреб Імперської армії Японії, проте в березні 1938-го повернули власнику.
У липні 1941-го «Цуруга-Мару» знову реквізувала Імперська армія.
Станом на 22 грудня 1941-го судно перебувало в порту Давао на півдні філіппінського острова Мінданао (японський десант висадився тут 20 грудня). 22 грудня 1941-го «Цуруга-Мару» разом зі ще вісьмома транспортами вийшло з Давао для доставки десантного загону на острів Голо (архіпелаг Сулу). Ввечері 24 грудня почалась висадка, а вже вранці наступного дня японці взяли Голо під контроль.
Далі корабель повернувся в район Давао і 6 січня 1942-го «Цуруга-Мару» та ще 14 транспортних суден вийшли з Дал'яо (поблизу Давао), маючи на борту сили вторгнення на острів Борнео. Ввечері 10 січня загін досяг району острова Таракан (важливий центр нафтовидобувної промисловості), а невдовзі після опівночі 11 січня почалась висадка.
21 січня 1942-го «Цуруга-Мару» та ще 14 транспортів рушили для висадки десанту в розташованому південніше іншому центрі нафтовидобувної промисловості — Балікпапані. 23 січня на переході конвой атакували літаки, яким вдалось потопити один із транспортів, тоді як інші ввечері того самого дня прибули до Балікпапану та почали висадку. Невдовзі після опівночі 24 січня нідерландський підводний човен провів дві торпедні атаки по легкому крейсеру «Нака». Хоча основну ціль уразити не вдалось, проте внаслідок другої атаки поцілили й потопили «Цуруга-Мару». За іншою версією, цей транспорт потопив американський есмінець USS John D. Ford, що у складі загону атакував японські транспорти. Разом з судном загинуло 38 військовслужбовців та 1 член екіпажу.